# Evan Whitton
Evan Whitton (5 de marzo de 1928-16 de julio de 2018) fue un periodista australiano.

## Biografía
Se crio en Murgon, Queensland, y marchó de allí a los ocho años para alistarse en un internado. Comenzó trabanajando para el periódico Truth, de la ciudad de Melbourne, y en 1971 accedió a la plantilla del recién creado Sunday Australian. Entre 1975 y 1978 fue editor asistente en el National Times, hasta que The Sydney Morning Herald lo fichó como reportero jefe. Tras un periodo como profesor adjunto de Periodismo en la Universidad de Queensland, se unió al Justinian como columnista de su versión en línea.
Ganó cinco premios Walkley: al mejor artículo principal de periódico en 1967 y 1975, al mejor reportaje de periódico en 1970 y a la mejor historia publicada en una revista australiana en 1973 y 1974.
Falleció el 16 de julio de 2018, a los 90 años de edad.

## Obras
- Can of Worms: A Citizen's Reference Book to Crime and the Administration of Justice (1986)
- Can of Worms II: A Citizen's Reference Book to Crime and the Administration of Justice (1986)
- Amazing Scenes (1987)
- The Hillbilly Dictator: Australia's Police State (1989)
- Trial by Voodoo: Why the Law Defeats Justice & Democracy (1994)
- The Cartel: Lawyers and their Nine Magic Tricks (1998)
- Serial Liars: How Lawyers Get the Money and Get the Criminals Off (2005)
- Our Corrupt Legal System (2010)